# Joseph Shivers
Pour les articles homonymes, voir Shivers.
Joseph Shivers (né le 29 novembre 1920, mort le 1er septembre 2014) est un chimiste américain de West Chester (Pennsylvanie), connu pour son rôle dans le développement et la mise au point dans les années 1950 du Spandex ou Lycra (Élasthanne), un élastomère, alors qu'il travaillait pour la firme DuPont.

## Biographie
Né à Marlton dans le New Jersey, il est diplômé de l'Université Duke dans les années 1940. Pendant la guerre, alors qu'il était encore étudiant, il travaille pour le gouvernement, mettant au point un traitement contre la malaria.
Il commence à travailler pour DuPont en 1946, et ses recherches aboutissent à la mise au point de fibres synthétiques utilisées pour le Lycra, un tissu aux propriétés remarquables, plus résistant que le latex, et apprécié pour son élasticité.

## Distinctions
Joseph Shivers a reçu la médaille Olney et la médaille Lavoisier pour ses travaux.